# Исак Бос
Исак Бос (енгл. Isaac Boss; 9. април 1980) професионални је рагбиста и ирски репрезентативац, који тренутно игра за Ленстер. Висок је 178 cm, тежак је 88 kg и игра на позицији број 9 - деми. Играо је за младу репрезентацију Новог Зеланда, али пошто је ирског порекла, имао је право да игра за Ирску у сениорској конкуренцији. У ИТМ купу играо је за Ваикато, а у најјачој лиги на свету за Чифсе (21 меч, 15 поена) и Херикејнсе (11 меч, 5 поена). 2005. потписао је за Алстер, за који је играо 5 година и постигао 12 есеја. 2010. прешао је у Ленстер, за који је до сада одиграо 121 меч и постигао 70 поена. За репрезентацију Ирске је дебитовао 2006. против Новог Зеланда. За Ирску је укупно одиграо 23 тест меча и постигао 15 поена. Са Алстером је једном освојио келтску лигу, а са Ленстером једном челинџ куп, једном келтску лигу и два пута куп европских шампиона.